# Angkor Thom

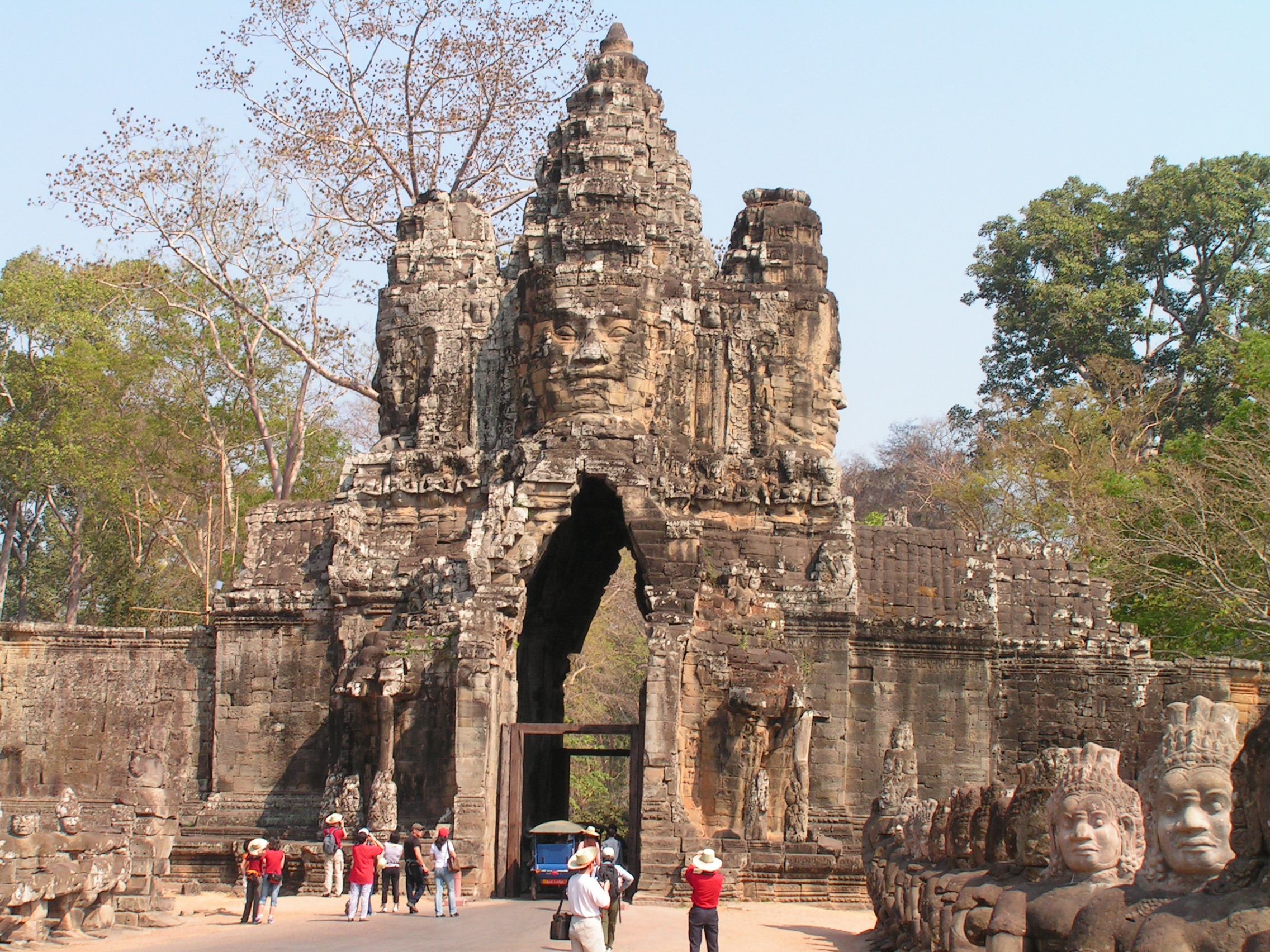
Das Südtor von Angkor Thom

Angkor Thom (Khmer: អង្គរធំ, „Große Stadt“) wurde ab Ende des 12., Anfang des 13. Jahrhunderts auf Geheiß von König Jayavarman VII. als neue Hauptstadt des Angkorreichs errichtet. Die erhaltenen Bauwerke und Ruinen finden sich heute etwa 7 km nördlich der Stadt Siem Reap (Kambodscha) bzw. etwa 1 km nördlich des bekannten Tempels Angkor Wat.

## Geschichte

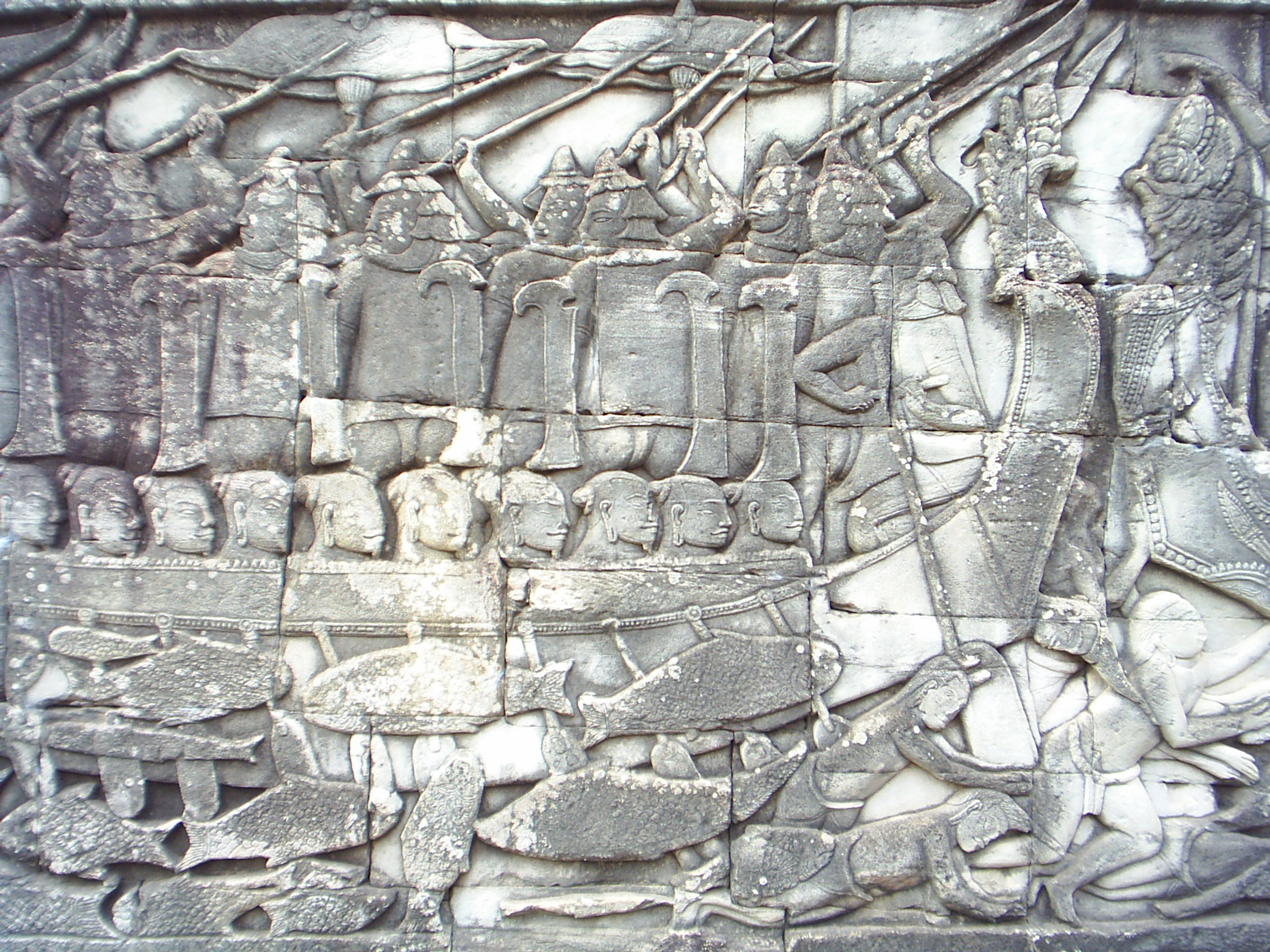
Schlacht auf dem Tonle-Sap-See (Relief am Staatstempel Bayon)

Im Jahr 1177 gewannen die Cham eine Seeschlacht auf dem Tonle-Sap-See gegen die Khmer, eroberten deren damalige Hauptstadt Jayenfranagari und töteten König Tribhuvanādityavarman. In vierjährigen Kämpfen gelang es einem jungen Heerführer und Prinzen, die Invasoren zu besiegen; im Jahr 1181 bestieg er als Jayavarman VII. den Thron, und während seiner dreißigjährigen Herrschaft erwies er sich als einer der bedeutendsten Könige von Angkor. Da der König im Unterschied zu seinen hinduistischen Vorgängern Mahayana-Buddhist war, entstand in seinem Auftrag eine Vielzahl buddhistischer Tempel, Klöster und Universitäten – innerhalb und außerhalb der Stadtmauern seiner neuen „Großen Hauptstadt“, Angkor Thom. 
Sein vielleicht direkter Nachfolger Indravarman II. (Regierungszeit etwa 1220–1243) führte das Bauprogramm weiter; Jayavarman VIII. (etwa 1243–1295) war verantwortlich für die Zerstörung zahlreicher buddhistischer Bildwerke und restaurierte einige wichtige hinduistische Tempel; in Srindravarman (etwa 1295–1307) begegnet uns wohl der erste Theravada-Buddhist unter den Angkorkönigen. Nun ist die lokale Baugeschichte nicht mehr nachvollziehbar, denn im aufkommenden Theravada-Buddhismus wurden fast nur noch hölzerne Gebäude errichtet.
Zahlreiche kriegerische Auseinandersetzungen mit Siam, aber auch aufkommende Probleme mit der Wasserversorgung und der Bodenfruchtbarkeit führten bis Ende des 16. Jahrhunderts zum Niedergang des Angkorreichs. Die so genannte Entdeckung Angkors in der zweiten Hälfte des 19. Jahrhunderts (ein unsinniger Begriff, denn die Khmer hatten die Tempelanlagen nie vergessen, und andere europäische Besucher hatten sie längst beschrieben) ist eng mit dem Namen Henri Mouhot verknüpft, die Renovierungsgeschichte insbesondere mit der École française d’Extrême-Orient. Seit 1992 gehören das Angkorgebiet und damit auch Angkor Thom zum von der UNESCO erfassten Weltkulturerbe.

## Anlage

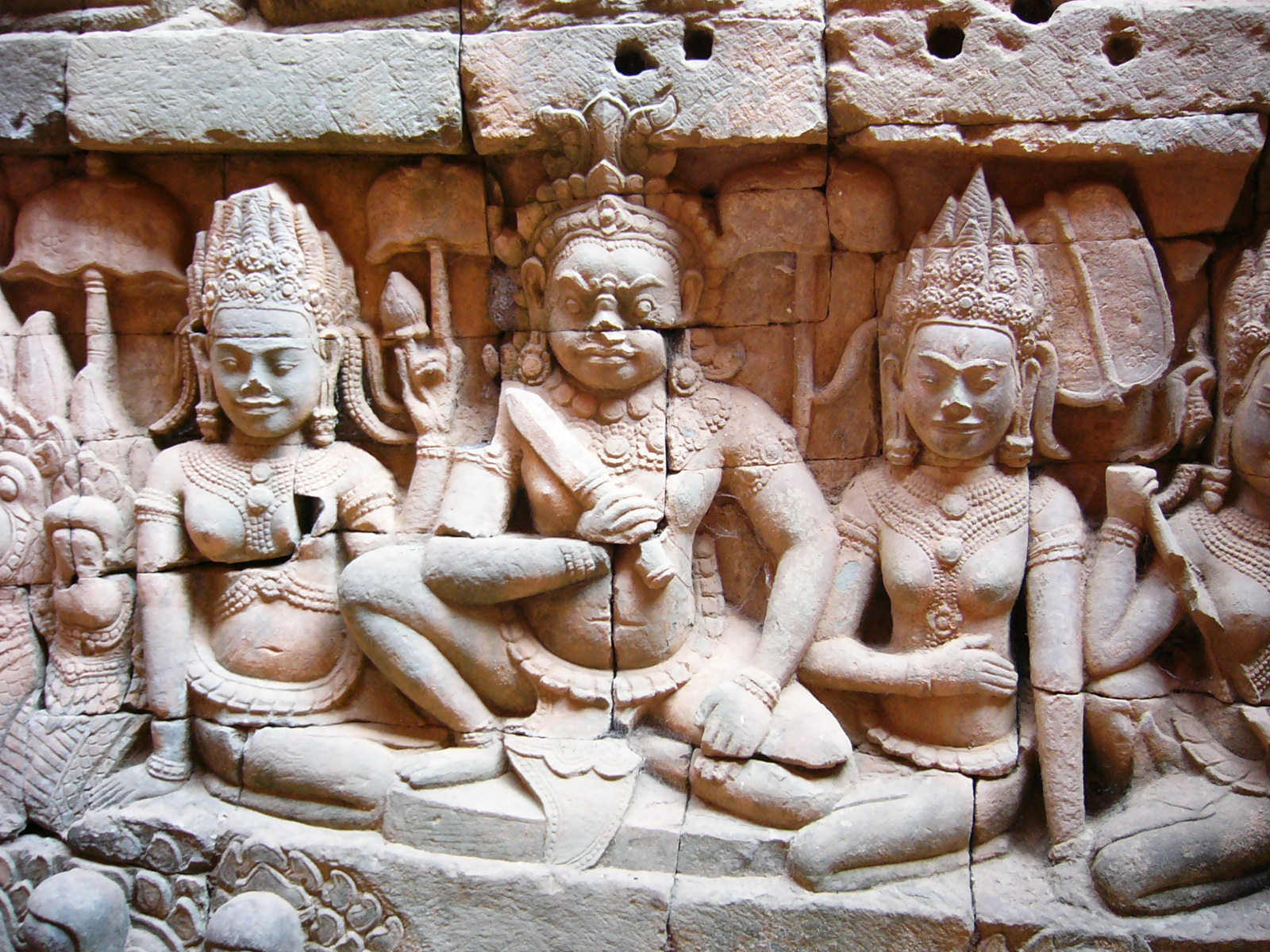
Bildwerke an der Terrasse des Lepra-Königs

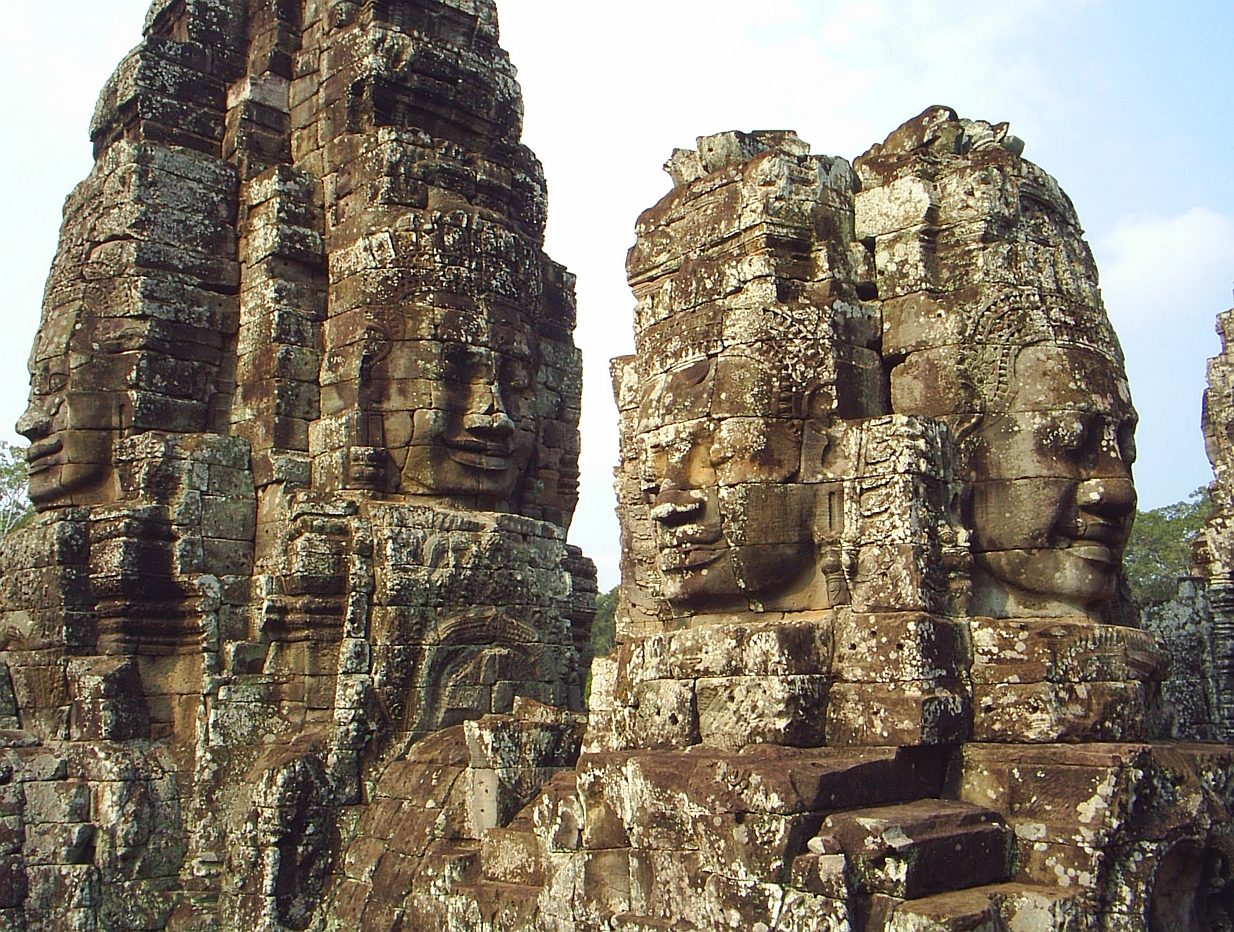
Einige Gesichtertürme des Staatstempels Bayon

Der Bayon und die nördlich gelegenen Bauwerke

Angkor Thom nimmt den nördlichen Teil der ersten Angkorhauptstadt Yasodharapura ein. Damit war die neue Hauptstadt zwar kleiner als ihr historischer Vorläufer; aber sie war größer als alle Städte des europäischen Mittelalters.
Die quadratische Anlage hat eine Seitenlänge von etwa 3 km, die vier Seiten weisen in die Haupthimmelsrichtungen. Der Wassergraben ringsum ist 100 m breit. Die Stadtmauer aus Laterit ist etwa 8 m hoch und auf der Innenseite mit einer großzügigen Erdanschüttung versehen. Erschlossen und in Viertel geteilt wird die Stadt durch ein Straßenkreuz. Die vier Straßenenden münden in Stadttore aus Sandstein, ein Fünftes, das Siegestor, befindet sich 500 m nördlich des Osttors am Ende einer weiteren Straße, der so genannten Siegesallee. Diese führt vom ehemaligen Königspalast nahe der Tempelpyramide Phimeanakas weg, während das Straßenkreuz vom Bayon ausgeht.
Jayavarman VII. gliederte wichtige Bauwerke der historischen Hauptstadt in seine neue Hauptstadt ein. So lag im nordwestlichen Viertel der Königspalast mit der Tempelpyramide Phimeanakas. Dieses Ensemble ergänzten er und seine Nachfolger durch die Terrasse der Elefanten und die Terrasse des Lepra-Königs, den Großen Platz, die Turmreihe Prasat Suor Prat und besagte Siegesallee. Auch der ältere, überwältigend große Tempelberg Baphuon und zwei hallenartige Bauten, der nördliche und südliche Khleang, wurden in den Gesamtplan integriert. Im geometrischen Zentrum von Angkor Thom, von den Straßen ausgespart und umrahmt, entstand der Staatstempel Bayon mit seinem Wald von Gesichtertürmen. Von den Tempeln und Terrassen abgesehen, bestanden alle Gebäude der Stadt aus Holz (auch der Königspalast) und sind heute verschwunden.
Liste aller Steinbauten innerhalb der Stadtmauern (Datierungen nach Zieger):
- Baphuon, riesiger Tempelberg, Mitte 11. Jh.
- Bayon, Staatstempel mit zahlreichen Gesichtertürmen, frühes 13. Jh.
- Khleang, zwei hallenartige Bauten, frühes 11. Jh.
- „Kleiner Tempel“, Ruine, Mitte 10. Jh.
- Mangalartha, der späteste Steinbau in Angkor, spätes 13. Jh.
- „Monument 486“, drei Türme, Spätzeit
- Phimeanakas, steile Tempelpyramide, spätes 10., frühes 11. Jh.
- Prasat Suor Prat, zwölf Türme, spätes 12., frühes 13. Jh.
- Preah Palilay, ein stimmungsvoller buddhistischer Tempel, erste Hälfte 12. Jh. oder 13. bis 14. Jh.
- Preah Pithu, eine Gruppe von Tempelruinen, 12. bis 13. Jh.
- Tep Pranam, eine Terrasse mit späterer Buddha-Statue
- Terrasse der Elefanten, spätes 12. Jh.
- Terrasse des Lepra-Königs, spätes 12. Jh.
- Vihear Prampil Loveng, eine Terrasse, auf der heute die restaurierte zentrale Buddhastatue aus dem Bayon steht

Jedes Stadtviertel wurde von einem Wegnetz in 6 mal 6 Felder unterteilt. Außerdem dienten Kanäle dem Verkehr – aber auch der Wasserversorgung und der Abwasserentsorgung. Von den wasserwirtschaftlichen Fähigkeiten der Khmer zeugen heute noch die gut erhaltenen Abwasseranlagen in der Südwestecke der Stadt, ihrer tiefstgelegenen Stelle, und die nicht weit entfernten Baray (Staubecken).
Wie ein Tempelberg im Kleineren, so ist Angkor Thom im Größeren ein Modell der Welt nach hinduistisch-jainistisch-buddhistischer Vorstellung: harmonisch in die Haupthimmelsrichtungen ausgerichtet, von Wasser umgeben und mit dem Götterberg Meru im Zentrum, der durch den Bayon symbolisiert wird. Ihm zu Füßen liegt als Jambudvipa die Stadt. Die buddhistische Kosmologie spiegelt sich in Mauerring und Wassergraben wider, denn nach ihr ist die Welt von einer Felsmauer umschlossen, jenseits welcher der Urozean liegt.

## Dämme, Tore und Ecktürme

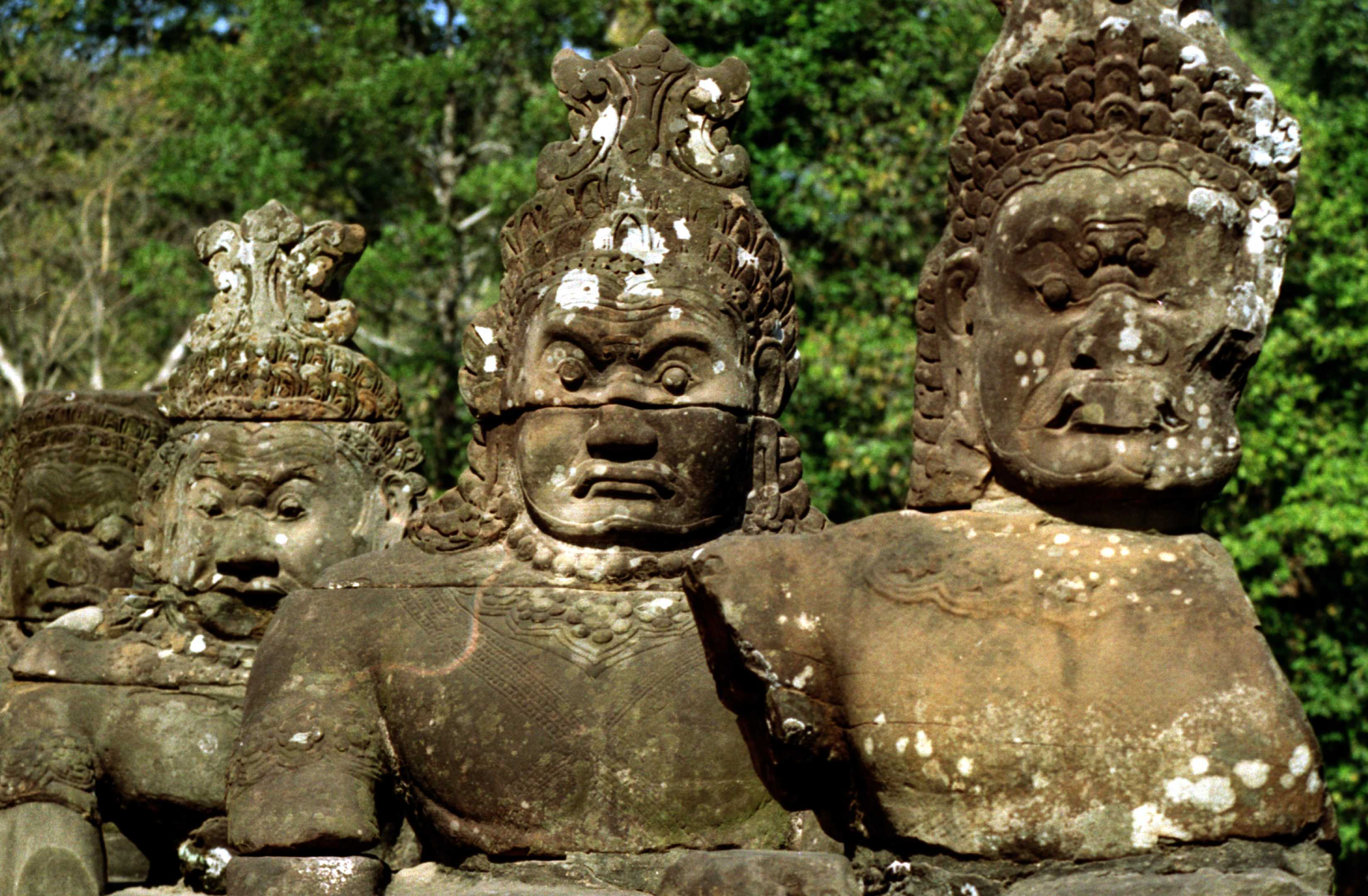
Dämonenbalustrade vor Angkor Thom

Aus dem Umland gelangt man über fünf Dämme durch fünf Tortürme in die Stadt. Die Dämme sind etwa 15 m breit und mit Sandstein verkleidet; sie durchqueren die Wassergräben. Als seitliche Balustraden dienen je 54 Gottheiten, links Devas, rechts Asuras, die eine Naga tragen, ein Schlangenwesen. Die Devas des Südtores korrespondieren mit den Asuras des Nordtores und umgekehrt. Gleiches gilt für das West- und Osttor. Diese Dynamik zwischen Göttern und Dämonen mit dem Bayon als Drehpunkt und Symbol für den Berg Meru sowie der Nagabalustrade als Vasuki entspricht dem Schöpfungsmythos des Quirlen des Milchozeans.
Wie die Balustraden, so sind auch die Gopuram, die Tortürme, aus Sandstein gearbeitet. Auf kreuzförmigem Grundriss erheben sie sich um je 22 m, die Toröffnungen sind 7 m hoch. Jeder Torturm trägt nebeneinander drei Turmaufbauten mit großen Gesichtern: Vom hohen mittleren Aufbau schaut ein Gesicht stadtauswärts, eines stadteinwärts; von den niedrigeren rahmenden Aufbauten schaut je ein Gesicht seitwärts. Diese „das Lächeln von Angkor“ zeigenden Türme sind, so Zieger, „Skulpturen höchster Qualität, mit den schönsten Werken der alten Griechen vergleichbar“. Vielleicht sind die Torturmgesichter Porträts des Königs Jayarvaman VII., vielleicht Darstellungen Lokeshvaras (einer Erscheinungsform des Bodhisattvas Avalokiteshvara) oder der vier Maharajikkas (der Schutzkönige der Himmelsrichtungen). Denkbar sind auch Kombinationen dieser Möglichkeiten. An den Seiten der Tore steht als Wächterfigur jeweils der dreiköpfige Elefant Airavata. 
Zeitgleich errichtete man kleine Heiligtümer in den Ecken der Stadtmauer: die Prasat Chrung („Ecktürme“), vier Prasat mit je vier Vorhallen.